# Nicki Pouw-Verweij
Nicki Janna Francisca Pouw-Verweij (IJsselstein, 21 mei 1991) is een Nederlands politicus, sinds 1 september 2023 namens de BoerBurgerBeweging (BBB). Sinds 19 juni 2025 is zij staatssecretaris van Volksgezondheid, Welzijn en Sport (Langdurige en Maatschappelijke Zorg). Zij maakte van 2019 tot 2021 deel uit van de Eerste Kamer en van 2021 tot 2023 van de Tweede Kamer. Pouw begon haar politieke carrière bij Forum voor Democratie (FVD), maar stapte al snel over naar JA21 en later naar de BBB.

## Biografie

### Opleiding en werk
Pouw-Verweij begon op het Cals College in Nieuwegein, waar ze tweetalig gymnasium deed. Vervolgens studeerde ze geneeskunde aan het VU medisch centrum te Amsterdam. Tijdens deze studie was ze gedurende jaren ook parttime werkzaam in de thuiszorg. Na haar afstuderen werkte ze, vanaf 2015 als arts-onderzoeker in het VU medisch centrum aan een promotieonderzoek reumatologie. Op 16 januari 2023 verdedigde ze bij de VU succesvol haar proefschrift met de titel "Visualizing Rheumatic Diseases, Positron Emission Tomography with novel tracers for early diagnosis and therapy monitoring" en promoveerde aldus op het gebied van reumatologie en nucleaire geneeskunde.
Vanaf augustus 2023 was Pouw-Verweij werkzaam als arts in de verpleeghuiszorg. Van september 2024 tot juni 2025 was ze arts in opleiding tot specialist ouderengeneeskunde.

### Politiek
Pouw-Verweij meldde zich in 2017 bij Forum voor Democratie (FVD) dat toen een denktank was en haar vroeg voor een expertgroep voor onderwijs, zorg of defensie.
Pouw-Verweij werd op 28 maart 2019 namens FVD lid van Provinciale Staten in Utrecht. Bij de verkiezingen in 2019 werd zij tevens gekozen tot lid van de Eerste Kamer, waarop ze op 11 juni 2019 werd geïnstalleerd, ze was bij haar aantreden met 28 jaar het jongste Eerste Kamerlid van die zittingsperiode. Van 24 juli tot en met 12 november 2019 was zij met zwangerschapsverlof; vanaf 10 september werd zij tijdelijk vervangen door Otto Hermans.
Pouw-Verweij stond voor de Tweede Kamerverkiezingen van 2021 op de derde plaats van de voorlopige kandidatenlijst voor FVD achter partijleider Thierry Baudet en het toenmalige Tweede Kamerlid Theo Hiddema. Sinds 29 november 2020 maakt Pouw-Verweij in de Eerste Kamer geen deel meer uit van de FVD-fractie. Zij sloot zich aan bij de afsplitsing Fractie-Van Pareren, vanaf 15 februari 2021 Fractie-Nanninga. 
Op 20 december 2020 liet Pouw-Verweij via Twitter weten lid te zijn geworden van de door Joost Eerdmans en Annabel Nanninga opgerichte partij JA21. Zij stond als nummer 2 op de kieslijst voor de verkiezingen voor de Tweede Kamer in maart 2021 en werd op 17 maart als zodanig ook verkozen. In maart 2021 verwisselde Pouw-Verweij haar zetel in de Eerste Kamer voor een zetel in de Tweede Kamer. In de Eerste Kamer werd zij door Theo Hiddema opgevolgd. Van 10 maart tot 30 juni 2022 was zij met zwangerschap- en bevallingsverlof; zij werd vervangen door Maarten Goudzwaard.
In aanloop naar de Tweede Kamerverkiezingen van 2023 maakte Pouw Verweij bekend geen kandidaat te zijn voor de partij, wegens onenigheid over de uitbouw van de partij. Ze sloot zich vervolgens aan bij de BoerBurgerBeweging (BBB) in de Kamer en stond voor die partij op de kandidatenlijst en behaalde 2.469 stemmen. De negende plek op de lijst was echter te laag om te worden gekozen, waardoor ze op 5 december 2023 afscheid nam van het parlement. In februari 2024 ontving zij de Oranje Boven-prijs van de SGPJ voor haar inzet voor medisch-ethische vraagstukken.
Op 19 juni 2025 werd Pouw-Verweij benoemd als staatssecretaris op het ministerie van Volksgezondheid, Welzijn en Sport, met als portefeuille Langdurige en Maatschappelijke Zorg. Zij was de opvolger van Vicky Maeijer, die was afgetreden toen de PVV zijn steun aan het Kabinet-Schoof introk. Op 2 juli 2025 voerde zij als staatssecretaris voor het eerst het woord. Ze werkt aan de terugkeer van verzorgingshuizen in de ouderenzorg.

## Persoonlijk
Pouw-Verweij is gehuwd en moeder van meerdere kinderen. In 2017 trad zij toe tot de Rooms-Katholiek Kerk en werd zij gedoopt.
- Parlement.com: vkx0e9r3n4xs